# Bertie Higgins
Bertie Higgins (* 8. Dezember 1944 in Tarpon Springs als Elbert Joseph Higgins) ist ein US-amerikanischer Musiker.

## Karriere
Bertie Higgins war in seiner Jugend Bauchredner und begann dann Schlagzeug zu spielen. Er wurde Drummer bei der Band The Roemans, der Begleitband von Tommy Roe, mit denen er weltweite Touren absolvierte. 1968 trennte sich Higgins von den Roemans und kehrte nach Tarpon Springs zurück. Er begann eigene Lieder zu schreiben und brachte im Jahr 1982 das Album Just Another Day in Paradise heraus. Die Single Key Largo erreichte die Top Ten der amerikanischen Charts. Die weiteren Alben und Singles von Higgins konnten nicht mehr an den Erfolg aus dem Jahr 1982 anknüpfen. Er blieb ein One-Hit-Wonder.
Sein Sohn Damian ist unter dem Künstlernamen Dieselboy (* 1972) ebenfalls im Musikgeschäft aktiv. Als DJ, Musiker und Produzent widmet er sich dem Drum-and-Bass-Genre.

## Diskografie

### Studioalben
| Jahr | Titel                        | Höchstplatzierung, Gesamtwochen, AuszeichnungChartplatzierungen (Jahr, Titel, Platzierungen, Wochen, Auszeichnungen, Anmerkungen) | Höchstplatzierung, Gesamtwochen, AuszeichnungChartplatzierungen (Jahr, Titel, Platzierungen, Wochen, Auszeichnungen, Anmerkungen) | Anmerkungen                     |
| Jahr | Titel                        | UK | US | Anmerkungen                     |
| ---- | ---------------------------- | --- | --- | ------------------------------- |
| 1982 | Just Another Day in Paradise | — | US38 (25 Wo.)US | Erstveröffentlichung: Juni 1982 |

Weitere Veröffentlichungen
- 1983: Pirates & Poets
- 1985: Gone With the Wind
- 1991: Back to the Island
- 1999: Trop Rock
- 2002: Island Bound
- 2007: The Ultimate Collection
- 2008: A Buccaneer's Diary
- 2008: The Essential Playlist
- 2009: Captiva
- 2010: I Saw Three Ships
- 2012: Year of the Dragon

### Singles
| Jahr | Titel Album                            | Höchstplatzierung, Gesamtwochen, AuszeichnungChartplatzierungen (Jahr, Titel, Album, Platzierungen, Wochen, Auszeichnungen, Anmerkungen) | Höchstplatzierung, Gesamtwochen, AuszeichnungChartplatzierungen (Jahr, Titel, Album, Platzierungen, Wochen, Auszeichnungen, Anmerkungen) | Anmerkungen                          |
| Jahr | Titel Album                            | UK | US | Anmerkungen                          |
| ---- | -------------------------------------- | --- | --- | ------------------------------------ |
| 1981 | Key Largo Just Another Day in Paradise | UK60 (4 Wo.)UK | US8 Gold · (29 Wo.)US | Erstveröffentlichung: September 1981 |
| 1982 | Just Another Day in Paradise           | — | US46 (10 Wo.)US | Erstveröffentlichung: Mai 1982       |